# Leichtathletik-Europameisterschaften 1962/Kugelstoßen der Frauen

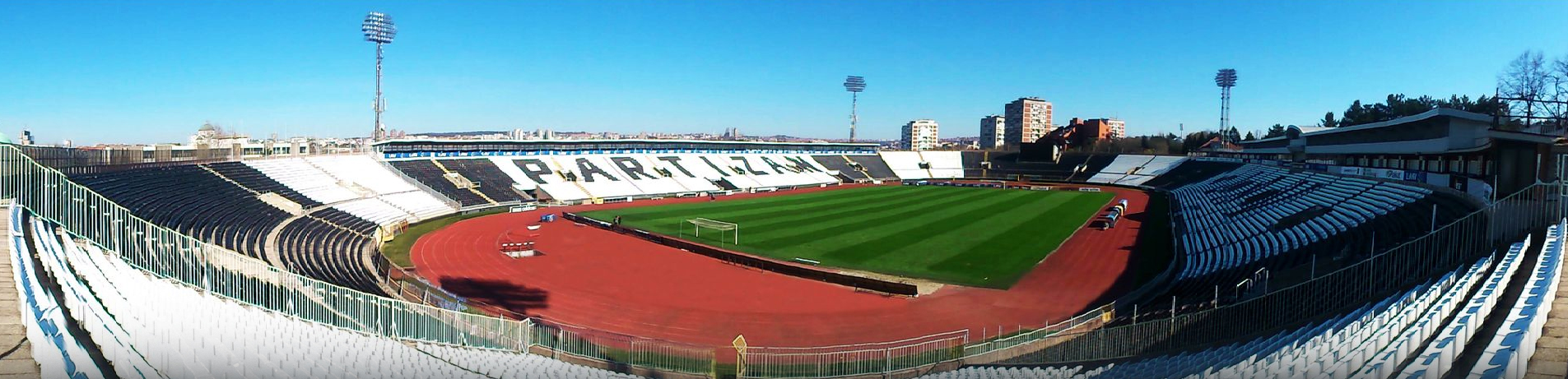
Panoramablick auf das Partizan-Stadion 2014 – 52 Jahre
nach den dortigen Europameisterschaften

Das Kugelstoßen der Frauen bei den Leichtathletik-Europameisterschaften 1962 wurde am 12. September 1962 im Belgrader Partizan-Stadion ausgetragen.
In diesem Wettbewerb errangen die sowjetischen Kugelstoßerinnen mit Gold und Bronze zwei Medaillen. Europameisterin wurde die Olympiasiegerin von 1960, EM-Dritte von 1958, Diskuswurf-Europameisterin von 1958 und Weltrekordinhaberin Tamara Press. Den zweiten Platz belegte die Deutsche Renate Garisch-Culmberger. Bronze ging an die Olympiasiegerin von 1952 und Europameisterin von 1954 Galina Sybina.

## Rekorde

### Bestehende Rekorde
| Weltrekord   | 18,55 s | Tamara Press    | Leipzig, DDR (heute Deutschland) | 10. Juni 1962   |
| Europarekord | 18,55 s | Tamara Press    | Leipzig, DDR (heute Deutschland) | 10. Juni 1962   |
| EM-Rekord    | 15,74 m | Marianne Werner | EM Stockholm, Schweden           | 23. August 1958 |

### Rekordverbesserungen
Die sowjetische Europameisterin Tamara Press verbesserte den Meisterschaftsrekord am 12. September um 2,81 m auf 18,55 m. Mit dieser Weite egalisierte sie gleichzeitig ihren eigenen Weltrekord.

## Durchführung
Bei nur zwölf Teilnehmerinnen erübrigte sich eine Qualifikation. Alle Athletinnen traten somit gemeinsam zum Finale an.

## Finale

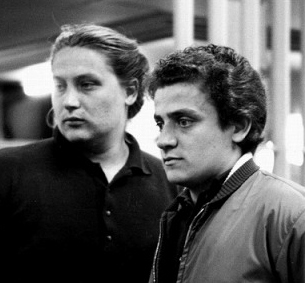
Europameisterin Tamara Press (links neben ihrer Schwester Irina Press) – mit ihren Erfolgen unter anderem als Olympiasiegerin 1960 und 1964 sowie Weltrekordlerin die beste Kugelstoßerin ihrer Zeit

12. September 1962
| Platz | Name                      | Nation         | Weite (m) |
| ----- | ------------------------- | -------------- | --------- |
| 1     | Tamara Press              | Sowjetunion    | 18,55 WRe |
| 2     | Renate Garisch-Culmberger | Deutschland    | 17,17     |
| 3     | Galina Sybina             | Sowjetunion    | 16,95     |
| 4     | Johanna Hübner            | Deutschland    | 15,95     |
| 5     | Wilfriede Hoffmann        | Deutschland    | 15,75     |
| 6     | Ana Sălăgean              | Rumänien       | 15,26     |
| 7     | Iwanka Christowa          | Bulgarien      | 15,16     |
| 8     | Judit Bognár              | Ungarn         | 14,44     |
| 9     | Marija Tschorbowa         | Bulgarien      | 14,33     |
| 10    | Suzanne Allday            | Großbritannien | 13,85     |
| 11    | Stefania Kiewłeń          | Polen          | 13,76     |
| 12    | Mary Peters               | Großbritannien | 13,15     |

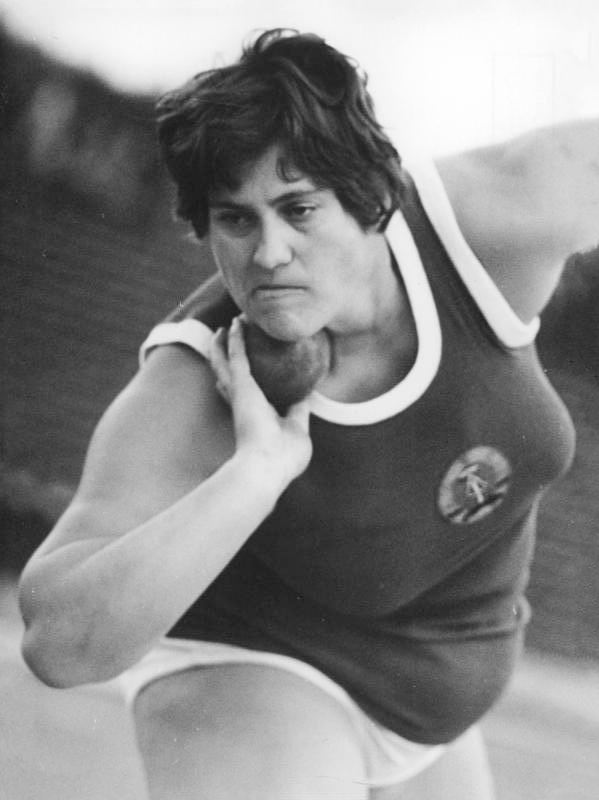
Die Olympiasechste von 1960 Renate Garisch-Culmberger wurde Vizeeuropameisterin – bei den Olympischen Spielen 1964 gewann sie Silber
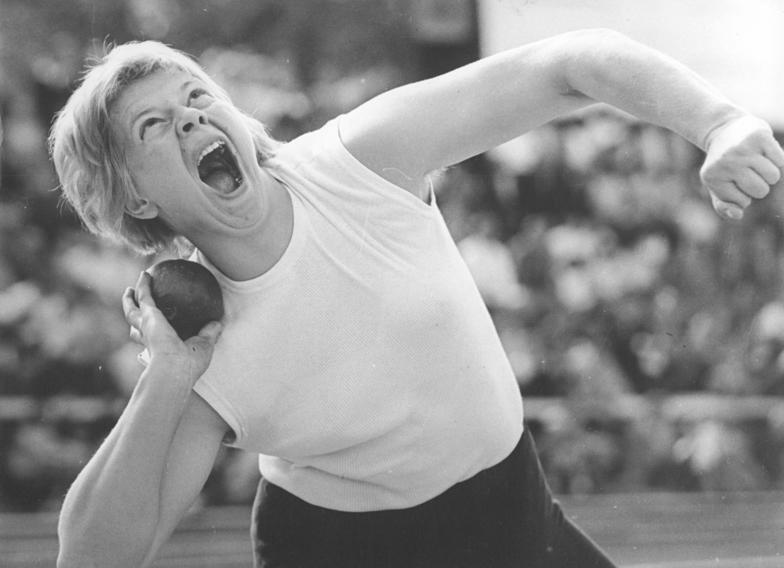
Johanna Hübner – Olympiazweite von 1960 und EM-Vierte von 1958 (damals unter ihrem früheren Namen Johanna Lüttge) – kam auf den vierten Platz
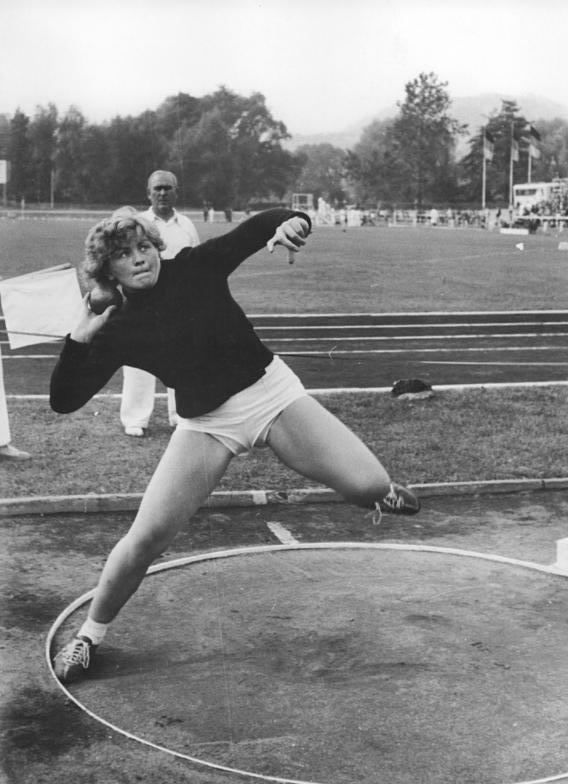
Wilfriede Hoffmann belegte Rang fünf
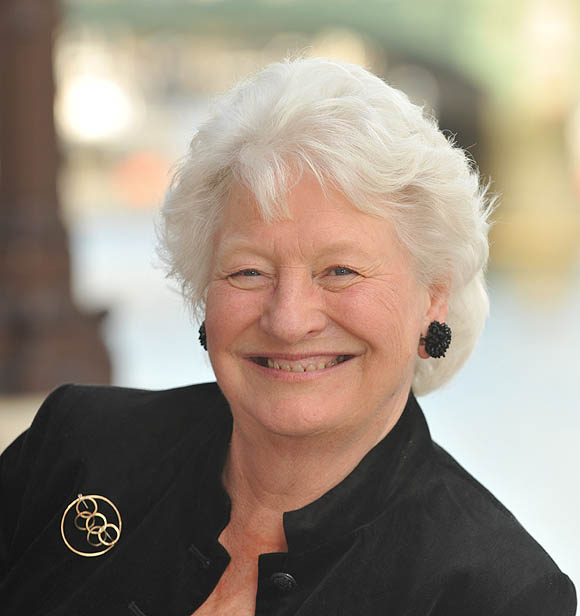
Mary Peters (hier im Jahr 2008) wurde Zwölfte in diesem Finale – zehn Jahre später gewann sie olympisches Gold im Fünfkampf